# Amber Borycki
Amber Borycki (Vancouver, Canadá, 6 de junho de 1983) é uma atriz canadense. Ela estrelou Beth Barrington na minissérie Harper's Island. Já apareceu em alguns epísódios de séries de tv, como The Dead Zone, Kyle XY, Eureka, Psych e The L Word. No cinema, ela estrelou em Scary Movie 4 e John Tucker Must Die.